# High Speed Train
Pour les articles homonymes, voir Hubble et HST.
Le HST (High Speed Train), appelé également InterCity 125, est une rame thermique constituée de deux motrices diesel situées aux extrémités et de quatre à huit voitures - généralement sept ou huit - du type Mark 3. Il fut le premier train à grande vitesse au Royaume-Uni, c'est-à-dire le premier élément circulant à 200 km/h. Sa dénomination commerciale, Inter-City 125, est ensuite devenue InterCity 125.
Il fut mis en service à la fin des années 1970 par British Rail, à une époque où la vitesse maximum des rames au Royaume-Uni était de 160 km/h. Sa vitesse plus élevée et ses capacités d'accélération et de décélération en faisaient un matériel bien adapté au trafic de voyageurs, réduisant fortement les temps de trajet dans l'ensemble du pays. Le HST prototype améliora le record du monde de vitesse en traction diesel à 230 km/h en 1973 et à 238 km/h en 1987. Le concept fut racheté par la compagnie canadienne Montreal Locomotive Works dans le courant des années 1970.
Le concept de cette rame prit cependant un certain temps avant d'atteindre le niveau de fiabilité espéré et pendant longtemps les trains ne purent rouler à leur vitesse de croisière. Mais depuis cette période de rodage, il est largement utilisé sur le service voyageurs de haut de gamme à longue distance. Sans montrer de signes de vieillissement, il est salué par beaucoup comme le meilleur train de tous les temps au Royaume-Uni. Cependant, dans les années 2020, il fut largement radié de la majorité des chemins de fer britanniques.

## Histoire
Le premier prototype est produit au début des années 1970. On le considère alors comme une rame tractée, les 2 motrices comme des locomotives à plein titre, et les remorques comme des voitures classiques. À ce titre, les deux motrices prototypes sont désignées sous le code Classe 41 - numéros 41001/002, et les voitures numérotées dans une nouvelle série Mark 3, numéros 1xxxx).
Peu après la mise en service du prototype, on décide de classer l'ensemble de la rame comme une rame automotrice thermique indéformable. Elle est alors désignée par le code Classe 252, et tant les motrices que les remorques sont numérotées dans une nouvelle série (numéros 4xxxx), les locomotives recevant les numéros 43000/001.
Le HST a été conçu principalement par les équipes d'ingénierie du Railway Technical Centre de British Rail, intégrant des techniques de pointe de la compagnie en matière de conception de véhicules ferroviaires. Le travail de conception d'ensemble, y compris le dessin particulier de l'avant des motrices en « nez de requin », est l'œuvre du designer industriel Kenneth Grange, du groupe "Pentagram". On attribue aussi à "Grange" la décision de supprimer les tampons à l'avant des motrices, ce qui leur donne une apparence plus aérodynamique.
Les unités commencent à sortir de production à partir de 1976 et sont affectées à la Classe 253 pour les régions de l'Ouest - avec seulement une voiture restaurant et cuisine, et à la Classe 254 pour les régions de l'Est - avec deux voitures restaurant et cuisine. Les motrices et remorques intermédiaires reçoivent des numéros dans la série 4xxxx, comme les éléments de la rame prototype.
Dans les années 1980, les motrices subissent de nombreuses pannes, ce qui contribue à l'abandon des rames indéformables. On revient alors à la structure adoptée à l'origine pour l'unité prototype : deux locomotives à chaque extrémité d'une rame de voitures à voyageurs. Cette fois, cependant, le matériel n'est pas renuméroté, et les motrices sont désignées par le code Classe 43.
Au cours des années 1990, un lot de 25 motrices HST sont remotorisées à l'aide de moteurs de traction 12VP185L. Ces nouveaux moteurs "Paxman" visent à réduire la consommation de carburant et les émissions polluantes. Cependant, ils se sont montrés en service moins fiables qu'il était prévu.

## Utilisation

### Britannique

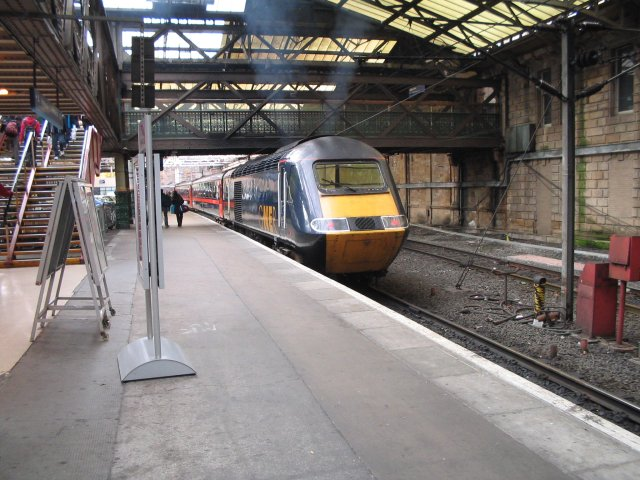
Rame HST 43116 de GNER sortant de la gare Waverley d'Édimbourg.

En 2021, les HST sont exploités par Great Western Railway, ScotRail et CrossCountry. Network Rail dispose également d'une rame HST modifiée qu'il emploie comme train d'auscultation des voies. Virgin Trains en avait également ; ils furent radiés en 2003. GNER et Midland Mainline aussi en avaient ; ils furent radiés en 2019 et 2021 respectivement.

#### Composition
En général, un train HST est composé de huit voitures Mk3 - deux voitures de première classe, une voiture buffet et restaurant pour la première classe, et cinq voitures de seconde classe, encadrées d'une motrice à chaque extrémité. Cette composition à double tête, dont le sens de circulation est réversible, supprime les manœuvres nécessaires traditionnellement pour replacer la locomotive en tête de train à la fin du parcours.
Avant 2001, les trains Cross-Country avaient sept voitures, dont une seule de première classe. Au début des années 2000, leur composition comprenait cinq caisses, ce qui permettait de meilleures accélérations et la réduction des temps de parcours. Au cours des dernières années, Great North Eastern Railway (GNER) a ajouté une voiture de deuxième classe supplémentaire, formant ainsi des compositions à neuf caisses.

#### Livrées
La livrée originale des rames Inter-City 125 était grise et bleue, avec une face avant jaune - pour une meilleure visibilité, la couleur jaune se poursuivant le long du bas des caisses des motrices. Elle valut à ces trains le surnom de flying banana - banane volante.
La livrée suivante fut moins couramment utilisée. Elle était gris-brunâtre, gris foncé presque noir autour des fenêtres avec une bande rouge et blanche sous les fenêtres, et conservait les bandes jaunes sur les motrices. Une variante ultérieure de cette livrée vit les bandes jaunes latérales remplacées par du gris clair et ne portait plus le nom ni le logo de British Rail : elle arborait un nouveau logo InterCity, avec le nom en caractères type sérif et l'image d'un martinet connu sous le nom de Roderick.
Après la privatisation de British Rail, les compagnies exploitantes ont repeint les rames HST à leurs propres couleurs, en particulier Great Western Railway changea plusieurs fois de livrée, pour adopter d'abord un thème rose, blanc et bleu, en accord avec l'image de marque du groupe First, puis finalement une livrée vert foncé à portes grises et faces avant jaunes pour une meilleure visibilité.

### Étrangère
Montreal Locomotive Works (de 1975 à 1985 une filiale de Bombardier Transport) achète le concept. Elle y ajoute un mécanisme actif d'inclinaison des caisses et un chaudron en aluminium pour les voitures, ce qui donne en 1981 le train LRC. Celui-ci entra en service entre Montréal et Toronto, atteignant une vitesse de 160 km/h. Arrivant en fin de vie,  les locomotives ont été remplacées avant l'an 2000 et les voitures le seront graduellement.
La conception des HST a également été reprise pour la production des XPT australiens, qui comportent des voitures spécialement conçues et ont une vitesse de pointe inférieure (160 km/h). Le moteur 12VP185L a largement équipé ces trains.

## L'avenir
Le HST est encore utilisé au Royaume-Uni, mais moins largement que dans le passé. First Great Western a complété son parc de HST sans en remplacer aucun, avec quatorze rames automotrices diesel de la Classe 180 Adelante, qui peuvent circuler à la même vitesse que les HST. Comme ces rames ont une motorisation répartie sous chaque caisse, elles ont des performances d'accélération deux fois supérieures, ce qui réduit les temps de parcours et autorise des services plus fréquents. Le niveau de bruit à l'intérieur des voitures est toutefois plus élevé que dans les HST du fait précisément de la présence des moteurs sous le plancher des voitures, ce qui, combiné avec des sièges moins confortables et un éclairage intérieur trop cru, les a rendues impopulaires auprès des voyageurs. Elles se sont aussi révélées moins fiables, induisant en 2004 un programme de révision générale destiné à remédier aux principaux problèmes. Ces  rames ont été ensuite remplacées par d'autres HST et ont été reversées dans les services First Great Western Link. En 2009, les rames Adelantes ont été transférées de Great Western à la compagnie louante, Angel Trains.
En 2004 First Great Western a annoncé une modernisation générale de ses motrices HST, comprenant l'installation d'un nouveau moteur MTU. Deux motrices sont actuellement en service d'essais avec ce nouveau moteur. En 2005, la compagnie a entrepris de modifier deux voitures HST pour les mettre aux normes. Une autre voiture a été modernisée avec, à titre d'essai, des écrans au dossier des sièges dans le style des cabines aéronautiques. Parmi les engagements de First Great Western pour sa concession Greater Western, la compagnie a annoncé qu'elle allait moderniser l'ensemble de son parc et remotoriser toutes les motrices avec le moteur MTU.
En janvier 2006 un premier lot de motrices a été pris en charge par Brush Traction pour les doter de moteurs MTU.
En 2014, 26 rames du parc HST de Great Western ont été modernisées avec une plus grande densité de sièges à l'instar de l'aérien pour une mise en service sur le secteur M4 vers Bristol et Cardiff, et pour améliorer l'accélération des rames, les voitures buffet ont été supprimées. Le reste fut modernisé avec de nouveaux sièges de cuir en première classe, et ont conservé la voiture buffet pour les services à longue distance vers Swansea et les régions de l'Ouest.
En 2019, First Great Western a complètement retiré son parc de HST de ses lignes principales de Londres vers le Sud-Ouest de l'Angleterre et le Sud du pays de Galles, pour les remplacer par des rames Classe 800 et Classe 802. Elles ont été retenues pour effectuer quelques services locaux entre Cardiff et Penzance, en remplaçant les rames de la Classe 158.
Midland Mainline a récemment renouvelé la livrée de ses HST et compléte son parc avec des trains de la Classe 222 Meridian - semblables aux rames Classe 220 et 221 Voyager de Virgin Cross-Country), qui remplaceront les rames de la Classe 170 Turbostar moins rapides.
GNER utilisait des rames HST sur les sections non électrifiées de sa concession ECML - lors de leur acquisition en 1996, le parc de voitures Mark 3 avait reçu un nouvel aménagement intérieur. Ces rames ont assuré des relations à très longues distances entre Londres King's Cross et le Nord de l'Écosse. En 2007, GNER s'est engagée à moderniser ses HST dans le cadre de sa nouvelle concession pour les porter au même standard Mallard que son parc d'InterCity 225.
En 2019, GNER  a radié tout son parc de HST.
Le projet de HST2 destiné à remplacer les anciens HST est actuellement en attente. Siemens a proposé une conception de locomotive diesel-électrique dérivée de son nouveau modèle Venturio, mais la Strategic Rail Authority a décidé d'arrêter ce programme. Bombardier a également proposé son JetTrain, une rame avec locomotive à turbine à gaz, afin de remplacer les HST.